# Lista okrętów United States Navy, J
W tej sekcji listy okrętów United States Navy wymienione są nazwy wszystkich okrętów United States Navy, których nazwa zaczyna się od J.
Aby zobaczyć wyłącznie listę okrętów obecnie pozostających w służbie — patrz Lista obecnie służących okrętów United States Navy
W przypadku okrętów, których nazwa została użyta jednokrotnie, link USS "Nazwa_okrętu" kieruje do artykułu o konkretnym okręcie. Jeżeli nazwy użyto kilkakrotnie, link USS "Nazwa_okrętu" kieruje do strony ujednoznaczniającej z krótkimi opisami poszczególnych okrętów, natomiast linki następujące po nazwie kierują do tych okrętów bezpośrednio.

## J
- USS "J. A. Palmer" ()
- USS "J. Alvah Clark" ()
- USS "J. B. Walker" ()
- USS "J. C. Kuhn" ()
- USS "J. Douglas Blackwood" (DE-219)
- USS "J. Franklin Bell" ()
- USS "J. Fred Talbott" (DD-156)
- USS "J. J. Crittenden" ()
- USS "J. M. Guffey" ()
- USS "J. M. Woodworth" ()
- USS "J. R. Y. Blakely" (DE-140)
- USS "J. Reynor & Son" ()
- USS "J. Richard Ward" ()
- USS "J. Vaud" ()
- USS "J. W. Wilder" ()
- USS "J. William Ditter" ()

### Ja
- USS "Jacamar" (, )
- USS "Jacana" (MSC-193)
- USS "Jaccard" ()
- USS "Jack" (SS-259, SSN-605)
- USS "Jack C. Robinson" (APD-72)
- USS "Jack Miller" ()
- USS "Jack W. Wilke" (DE-800)
- USS "Jack Williams" (FFG-24)
- USS "Jackal" ()
- USS "Jackdaw" ()
- USS "Jacksonville" (SSN-699)
- USS "Jacob Bell" ()
- USS "Jacob Jones" (DD-61, DD-130, DE-130)
- USS "Jacona" ()
- USS "Jade" ()
- USS "Jaguar" ()
- USS "Jallao" (SS-368)
- USS "Jamaica" ()
- USS "James Adger" (1851)
- USS "James C. Owens" (DD-776)
- USS "James E. Craig" ()
- USS "James E. Kyes" (DD-787)
- USS "James E. Robinson" (AK-274)
- USS "James E. Williams" (DDG-95)
- USS "James Guthrie" ()
- USS "James H. Clark" ()
- USS "James K. Paulding" (DD-238)
- USS "James K. Polk" (SSBN-645)
- USS "James L. Davis" ()
- USS "James M. Gilliss" (, AGOR-4)
- USS "James Madison" (1807, SSBN-627)
- USS "James Miller" (DD-535)
- USS "James Monroe" (SSBN-622)
- USS "James O’Hara" (APA-90)
- USS "James River" (SP-861, LSMR-510)
- USS "James S. Chambers" (1861)
- USS "James Wooley" (YT-45)
- USS "Jamestown" (1844, PG-55, AG-166)
- USS "Jan Van Nassau" (1913)
- USS "Jane II" (SP-1188)
- USS "Janssen" (DE-396)
- USS "Jarrett" (FFG-33)
- USS "Jarvis" (DD-38, DD-393, DD-799)
- USS "Jasmine" (1863)
- USS "Jason" (1869, AC-12, AR-8)
- USS "Jasper" (PYc-13, PC-486)
- USS "Java" (1815)
- USS "Jawfish" (SS-356)
- USS "Jaydee III" (SP-692)

### Je
- USS "Jean" (1909)
- USS "Jean Sands" (1863)
- USS "Jeannette" (1878, SP-149)
- USS "Jeannette Skinner" (1917)
- USS "Jeff Davis" ()
- USS "Jeffers" (DD-621)
- USS "Jefferson" (1802, 1814, 1833)
- USS "Jefferson City" (SSN-759)
- USS "Jefferson County" (LST-845)
- USS "Jekyl" (AG-135)
- USS "Jenkins" (DD-42, DD-447)
- USS "Jenks" (DE-665)
- USS "Jennings County" (LST-846)
- USS "Jerauld" (APA-174)
- USS "Jerome County" (LST-848)
- USS "Jerry Briggs" (1918)
- USS "Jersey" ()
- USS "Jessamine" (1881, Sp-438)
- USS "Jesse L. Brown" (FFT-1089)
- USS "Jesse Rutherford" (DE-347)
- USS "Jet" (PYc-20)
- USS "Jewell" (YFB-22)
- USS "Jicarilla" (ATF-104)
- USS "Jimetta" (SP-878)
- USS "Jimmy Carter" (SSN-23)

### Jo
- USS "Joanna" (SP-1963)
- USS "Jobb" ()
- USS "John A. Bole" (DD-755, DD-783)
- USS "John A. Moore" (FFG-19)
- USS "John Adams" (1799, SSBN-620)
- USS "John Alexander" ()
- USS "John B. Hinton" ()
- USS "John Blish" ()
- USS "John C. Butler" (DE-339)
- USS "John C. Calhoun" (SSBN-630)
- USS "John C. Stennis" (CVN-74)
- USS "John Clay" ()
- USS "John Collins" ()
- USS "John D. Edwards" (DD-216)
- USS "John D. Ford" (DD-228/AG-119)
- USS "John D. Henley" ()
- USS "John Day River" ()
- USS "John Dunkin" ()
- USS "John Ericsson" (AO-194)
- USS "John F. Hartley" ()
- USS "John F. Kennedy" (CV-67)
- USS "John Fitzgerald" ()
- USS "John Francis Burnes" (DD-299)
- USS "John G. Olsen" ()
- USS "John Graham" ()
- USS "John Griffith" ()
- USS "John Hancock" (DD-981)
- USS "John Hood" (DD-655)
- USS "John J. Powers" ()
- USS "John J. Van Buren" ()
- USS "John King" (DDG-3)
- USS "John L. Hall" (FFG-32)
- USS "John L. Lawrence" ()
- USS "John L. Lockwood" ()
- USS "John L. Williamson" (DE-370)
- USS "John Land" ()
- USS "John Lenthall" (AO-189)
- USS "John M. Bermingham" ()
- USS "John M. Connelly" ()
- USS "John M. Howard" ()
- USS "John Marshall" (SSBN-611)
- USS "John McDonnell" (AGS-51)
- USS "John McHale" ()
- USS "John Mitchell" ()
- USS "John P. Gray" (APD-74)
- USS "John P. Jackson" (1860)
- USS "John P. Kennedy" ()
- USS "John Paul Jones" (DDG-32, DDG-53)
- USS "John Penn" ()
- USS "John Q. Roberts" (APD-94)
- USS "John R. Craig" (DD-885)
- USS "John R. Perry" (DE-1034)
- USS "John R. Pierce" (DD-753)
- USS "John Rodgers" (DD-574, DD-983)
- USS "John S. McCain" (DD-928, DDG-56)
- USS "John Sealey" ()
- USS "John W. Crittenden" ()
- USS "John W. Thomason" (DD-760)
- USS "John W. Weeks" (DD-701)
- USS "John Willis" (DE-1027)
- USS "John Young" (DD-973)
- USS "Johnnie Hutchins" (DE-360)
- USS "Johnson County" ()
- USS "Johnston" (DD-557, DD-821)
- USS "Johnstown" ()
- USS "Joint Venture" (IX-532)
- USS "Jolly Roger" ()
- USS "Jonas Ingram" (DD-938)
- USS "Jones" ()
- USS "Jonquil" ()
- USS "Jordan" (DE-204)
- USS "Joseph C. Hubbard" (APD-53)
- USS "Joseph Cudahy" ()
- USS "Joseph E. Campbell" (APD-49)
- USS "Joseph E. Connolly" (DE-450)
- USS "Joseph F. Bellows" ()
- USS "Joseph Hewes" (FFT-1078)
- USS "Joseph Holt" ()
- USS "Joseph K. Taussig" (DE-1030)
- USS "Joseph M. Auman" (APD-117)
- USS "Joseph M. Clark" ()
- USS "Joseph P. Kennedy, Jr." (DD-850)
- USS "Joseph Strauss" (DDG-16)
- USS "Joseph T. Dickman" ()
- USS "Josephine" (, , )
- USS "Josephine H. II" ()
- USS "Josephus" ()
- USS "Josephus Daniels" (CG-27)
- USS "Joshua Humphreys" (AO-188)
- USS "Josiah Willard Gibbs" (AGOR-1)
- USS "Jouett" (DD-41, DD-396, CG-29)
- USS "Joy" ()
- USS "Joyance" ()
- USS "Joyce" (DER-317)

### Ju
- USS "Jubilant" ()
- USS "Jubilee" ()
- USS "Judge Torrence" ()
- USS "Julia" (, )
- USS "Julia Hamilton" ()
- USS "Julia Luckenbach" ()
- USS "Juliet" ()
- USS "Juliette W. Murray" ()
- USS "Julius A. Furer" (FFG-6)
- USS "Julius A. Raven" (APD-110)
- USS "Junaluska" ()
- USS "Juneau" (CL-52, CL-119, LPD-10)
- USS "Juniata" (1862)
- USS "Juniata" (IX-77)
- USS "Juniata County" (LST-850)
- USS "Juniper" (, )
- USS "Jupiter" (, )
- USS "Justice" (BATR-20, YP-678)
- USS "Justin" (, )